# اکواکان
اکواکان (به لاتین: Acoacán) در گینه استوایی است که در wele-nzas province واقع شده‌است.